# Meratusbrilvogel
De meratusbrilvogel (Zosterops meratusensis) is een zangvogel uit de familie van de brilvogels. De vogel werd in 2021 ontdekt en onderzocht en in januari 2022 werd de beschrijving gepubliceerd.

## Kenmerken
De vogel lijkt sterk op de Molukse brilvogel (Z. chloris) waarmee de vogel dan ook nauw verwant is. De vogel is olijfkleurig groen van boven en het verenkleed van borst en buik is donkerder. De vogel verschilt van de Molukse brilvogel door andere geluiden en ook het DNA wijkt af.

## Verspreiding
Deze brilvogel komt alleen voor in het Meratusgebergte in het zuidoosten van het eiland Borneo (Zuid-Kalimantan, Indonesië). Dit geïsoleerd liggende bergbos wordt omringd door gedegradeerd bos of gebied dat in landbouwkundig gebruik is genomen.

## Status
De vogel is binnen het geïsoleerd liggende bos nog redelijk veel voorkomend, maar het gebied wordt steeds intensiever in agrarisch gebruik genomen, daarom adviseren de soortauteurs de vogel als "kwetsbaar" op te nemen op de Rode lijst van de IUCN. De soort is in 2022 echter op de lijst opgenomen als niet bedreigd. 